# Tectite
Le tectiti (termine coniato dal geologo Franz Eduard Suess mutuandolo dal greco tektos, fuso) anche tettite, sono oggetti vetrosi naturali, rinvenibili sulla superficie terrestre, costituiti principalmente da silicati di dimensione superiore a qualche centimetro.

## Descrizione
Secondo la maggior parte degli scienziati, si sono formate a seguito dell'impatto di grandi meteoriti sulla superficie terrestre, quando nell'istante esatto dell'impatto, le onde d'urto prodotte hanno fratturato e fuso parzialmente le rocce incassanti della superficie terrestre. 
Le tectiti sono tra le rocce più anidre, con una media di contenuto d'acqua dello 0,005%. Alcuni zirconi parzialmente fusi sono stati scoperti all'interno di una manciata di tectiti; ciò, insieme al modestissimo contenuto in acqua, suggerisce che le tectiti si siano formate in condizioni di altissime temperature e pressioni non presenti normalmente sulla superficie della Terra.

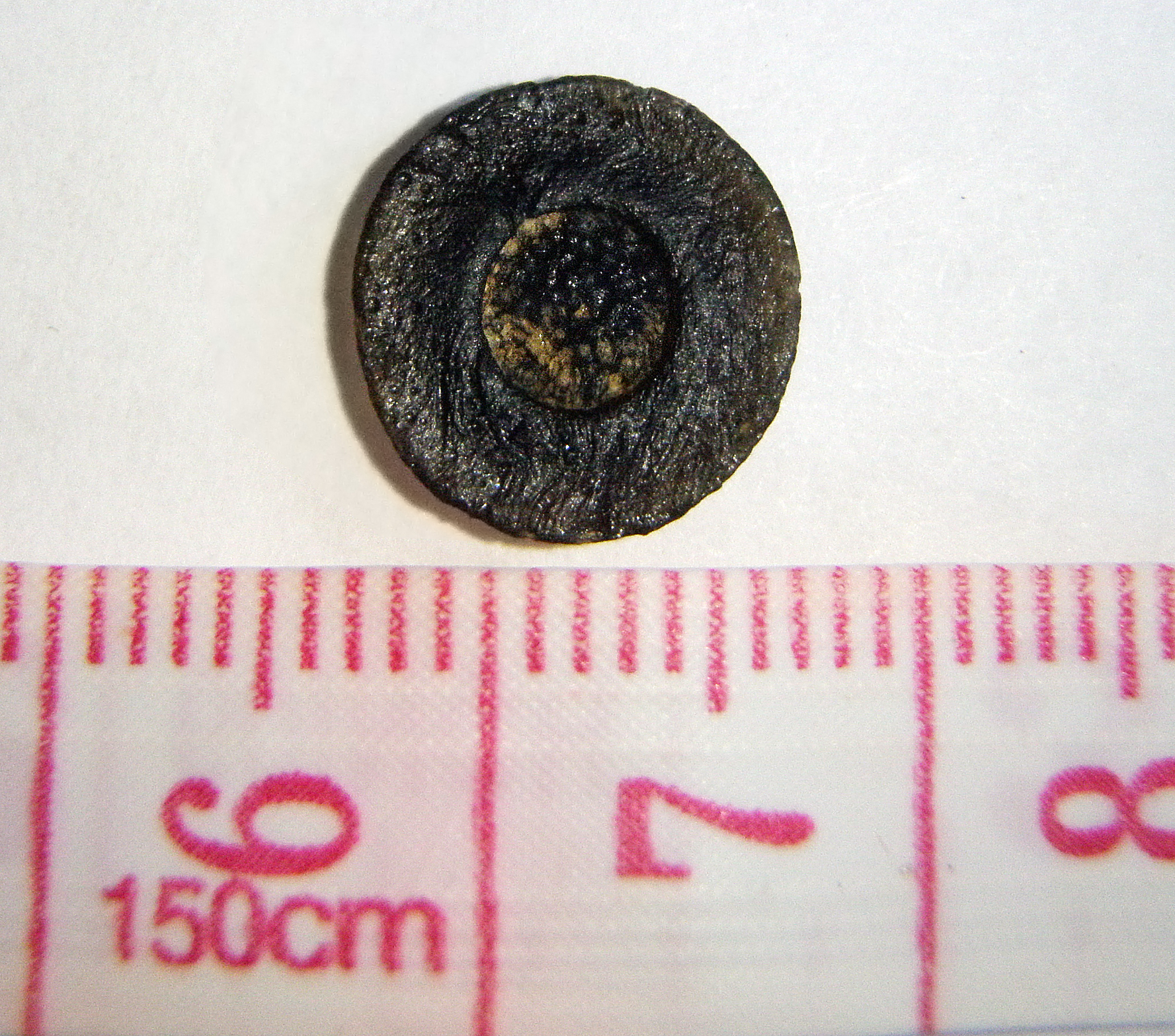
Una forma molto rara di tectite Australite - Shallow Bowl (scodella poco profonda), di dimensioni simili a una moneta, con diametro di circa 10 mm

## Caratteristiche
Le tectiti sono caratterizzate da:
1. una composizione abbastanza omogenea
2. un contenuto estremamente basso di acqua e altre sostanze volatili
3. abbondanza di lechatelierite
4. una generale assenza di cristalli microscopici detti microliti e di correlazione chimica con i sedimenti locali
5. una distribuzione all'interno di vaste aree di dispersione (o di caduta) (in inglese strewnfield)[1]

La dimensione delle tectiti varia da pochi millimetri a qualche centimetro. Le più piccole, con dimensioni millimetriche, sono note come microtectiti.

## Teoria dell'impatto terrestre

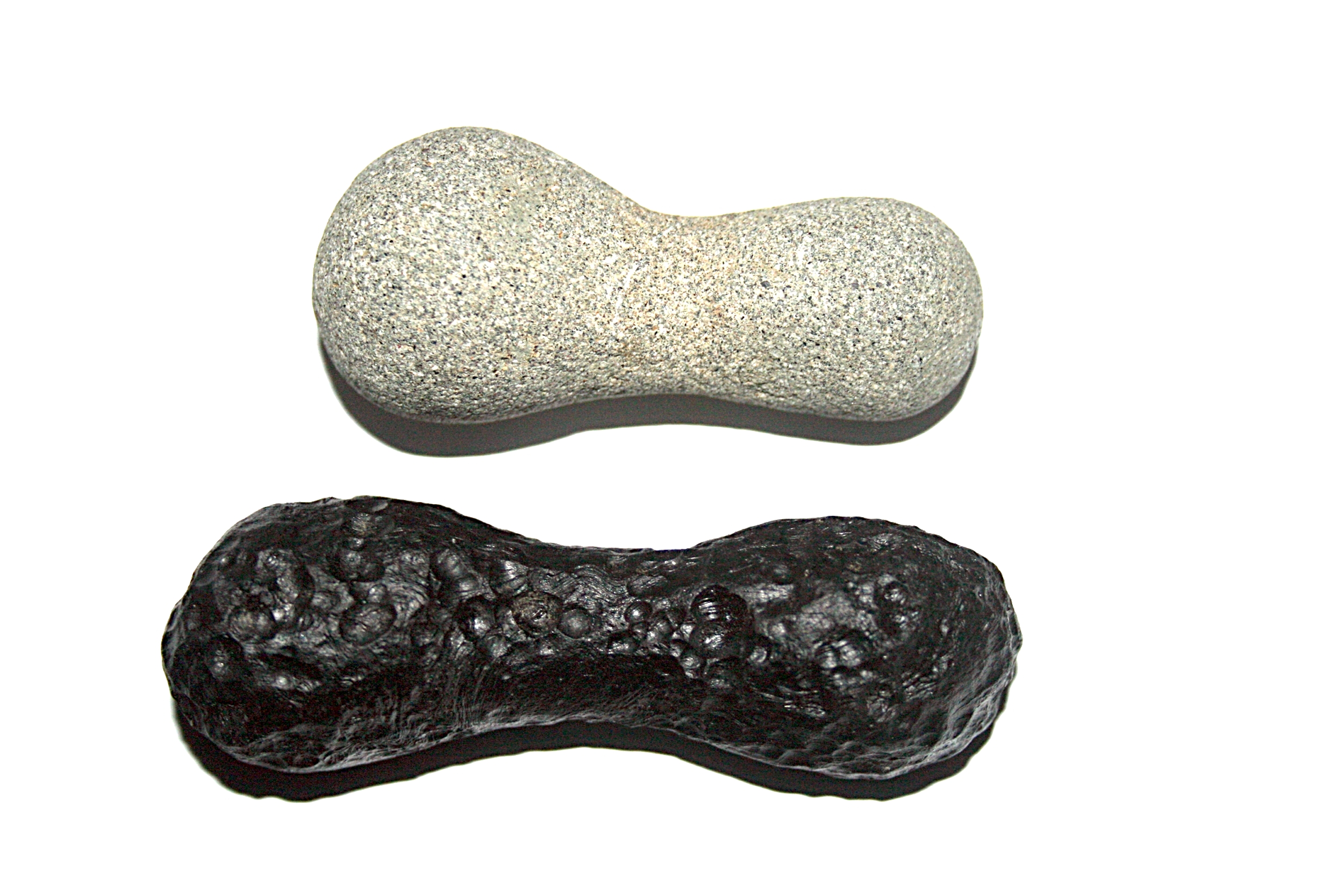
Una tectite e una concrezione arenarica a confronto di forma

La teoria dell'impatto terrestre afferma che un impatto meteorico abbia fuso la superficie terrestre e catapultato parte di queste rocce fuse a molte centinaia di chilometri di distanza dal luogo dell'impatto. I materiali fusi sono quindi precipitati e raffreddati assumendo struttura vetrosa. Secondo questa teoria, benché un meteorite ne abbia causato la fusione, il materiale di cui le tectiti sono costituite è primariamente di origine terrestre, come determinato da misurazioni isotopiche. Il colore delle tectiti è nero o verde oliva, e la loro forma varia da rotondeggiante ad irregolare.
In accordo alla teoria dell'impatto, le tectiti non possono essere reperite dovunque sulla superficie terrestre, ma solo in ristrette zone, dette aree di dispersione, tre delle quali sono associate con crateri d'impatto conosciuti. Solo i più estesi e geologicamente giovani depositi di tectiti nel Sud-est asiatico, chiamati Area di dispersione australasiatica, non hanno alcun cratere d'impatto ad esse associato. Ciò è probabilmente dovuto al fatto che ogni grande struttura d'impatto è spesso difficile da rilevare. Per esempio, a causa della copertura sedimentaria del cratere d'impatto di Chesapeake Bay (oggi la più grande struttura d'impatto conosciuta degli Stati Uniti d'America e associata con l'area di dispersione delle tectiti del Nord America), non fu rilevata fino ai primi del Novecento. Inoltre, maggiore è la superficie dell'area di caduta, maggiore è l'area in cui il cratere deve essere cercato. Poiché molti nuovi crateri vengono identificati ogni anno, ciò non è considerato come un problema da chi sostiene la teoria dell'impatto terrestre, con l'esclusione dell'atteso cratere Australoasiatico, struttura che dovrebbe essere antica non più di un milione di anni e quindi facilmente visibile. Questo cratere, nel caso in cui esista, non è stato ancora localizzato.

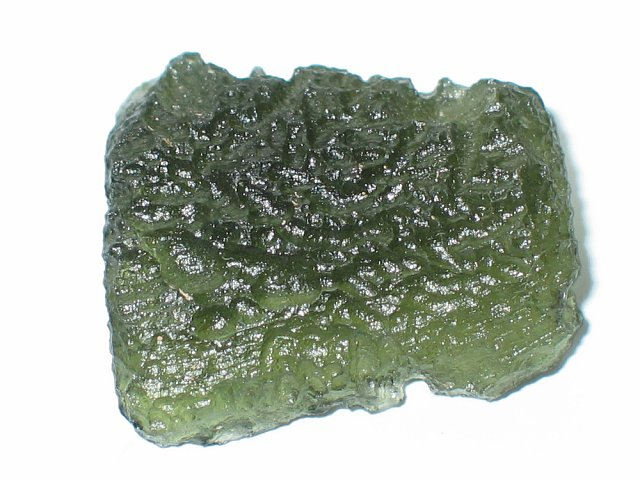
Una tectite moldavite

Le età delle tectiti provenienti dalle quattro aree sono state determinate usando il metodo della datazione radiometrica. L'età delle moldaviti, un tipo di tectite rinvenuta in Repubblica Ceca, è stata fissata a 14 milioni d'anni fa, che è concorde con l'età fissata per il Cratere di Nördlingen (distante qualche centinaio di chilometri, in Germania) attraverso la datazione radiometrica di Suevite (una breccia di impatto trovata nel cratere). Simili rapporti esistono tra le tectiti dell'area di dispersione del Nord America e quelle del cratere di impatto di Chesapeake Bay, oltre che tra le tectiti dell'area di dispersione della Costa d'Avorio del cratere del lago Bosumtwi (Ghana).
Sono note quattro aree principali di tectiti, ognuna caratterizzata da una ben definita età, sono note anche aree minori legate a specifici crateri meteorici. Di seguito sono riportati alcuni tipi di tectiti, raggruppate secondo le quattro aree di dispersione conosciute, e i crateri ad esse associati:
- Area di dispersione europea (Cratere di Nördlingen, Germania, età: 15 milioni di anni):
  - Moldavite (Repubblica Ceca, verde)
- Area di dispersione australoasiatica (nessun cratere associato identificato; si veda Cratere della Terra di Wilkes): derivanti da un impatto non ancora identificato, forse quello che creò il cratere della Terra di Wilkes in Antartide, avvenuto circa 700.000 anni fa al momento dell'ultima inversione del campo magnetico terrestre, inversione forse provocata dall'impatto stesso. Sono denominate secondo l'area di ritrovamento: Australiti quelle rinvenute in Australia, Indociniti quelle rinvenute in Thailandia, Vietnam, Laos e Cambogia, Cinesiti quelle rinvenute in Cina, Filippiniti quelle rinvenute nelle Filippine.
  - Australite (Australia, scura, spesso nera);
  - Indocinite (Sud-est asiatico, scura, spesso nera)
  - Cinesite (Cina, nera)
- Area di dispersione del Nord America (cratere d'impatto di Chesapeake Bay, USA, età: 34 milioni di anni):
  - Bediasite (USA, Texas, nera)
  - Georgiaite (USA, Georgia, verde)
- Area di dispersione della Costa d'Avorio (Cratere del lago Bosumtwi, Ghana, età: 1 milione di anni):
  - Ivorite (Costa d'Avorio, nera)

Ad oggi, l'origine terrestre delle tectiti è stata accertata da molti studi geochimici e isotopici (e.g. Faul H.(1966), Koeberl C.(1990)). Il più grande dei campi di tectiti, quello delle Australiti è il più recente avendo un'età di circa 690.000 anni, copre fino a 10.000 km della circonferenza terrestre, si ipotizza che la sua origine sia dovuta a un gigantesco cratere non ancora scoperto, da alcuni ipotizzato nella Terra di Wilkes in Antartide, dove sembra esista sotto i ghiacci un gigantesco cratere meteorico di circa 200 km di diametro, secondo altri il cratere sorgente si troverebbe in Indocina, probabilmente nell'area comprendente il Laos, Cambogia e Vietnam, alla formazione di questo campo di tectiti e correlati impatto asteroidale e formazione di cratere avrebbero assistito gli esseri umani viventi all'epoca in Asia; il campo delle Australiti si è formato durante l'ultima inversione del campo magnetico terrestre, dando origine alla teoria che impatti asteroidali possano provocare almeno una parte delle inversioni del campo magnetico terrestre.

## Prime teorie di impatto non terrestre

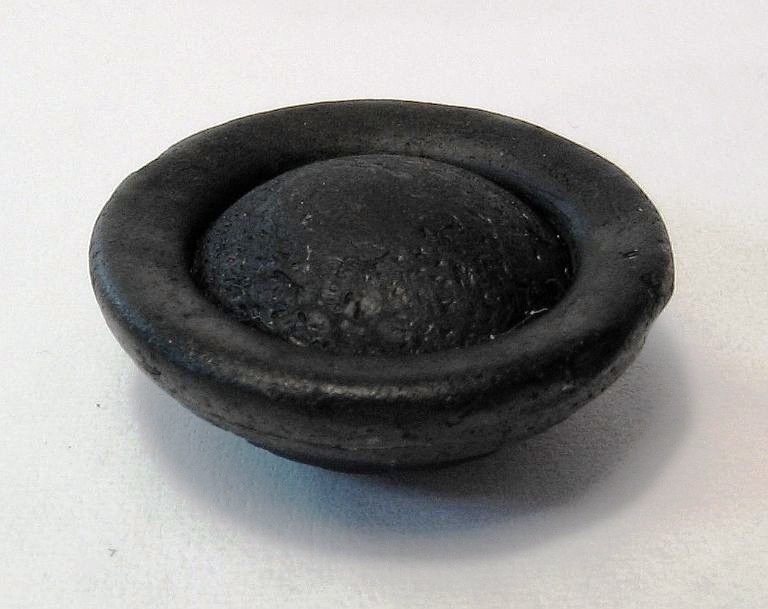
Australite dalla forma aerodinamica

La figura a destra illustra la forma a bottone causata dall'impatto del vetro fuso con la superficie terrestre.
Uno dei fattori che porta all'esclusione della provenienza spaziale delle tectiti è l'assenza di gas nobili cosmogenici prodotti da raggi cosmici all'interno di tectiti. Secondo i sostenitori della teoria dell'impatto terrestre, ciò rende inattendibile anche la teoria dell'origine lunare, in quanto gas nobili cosmogenici sono stati ritrovati anche in tutti i meteoriti lunari – meteoriti di origine lunare che tipicamente impiegano 1 milione di anni per spostarsi dalla Luna alla Terra. Inoltre, un'eventuale origine lunare o da altri corpi celesti non potrebbe spiegare perché gran parte delle tectiti sono state rinvenute in aree ben delimitate, mentre le meteoriti di origine lunare (o comunque celeste) sono ben rappresentate in molti punti della superficie terrestre. È dibattuto se le tectiti australoasiatiche e della Costa d'Avorio siano del tutto incompatibili con questa teoria.
In particolare, non esiste nessuna area di distribuzione di tectiti in Antartide, dove il flusso dei ghiacciai avrebbe trasportato i materiali extraterrestri altrove. Dato che l'area di dispersione australoasiatica si espande continuamente con la scoperta di nuove tectiti sui fondali marini, questo campo di caduta delle tectiti potrebbe in futuro rivelarsi esteso sino all'Antartide, ma le regolari spedizioni di recupero di meteoriti in aree di accumulo meteoritico al Polo sud hanno trovato solo meteoriti e non tectiti. Se le tectiti provenienti dallo spazio cadessero in Antartide, gran parte del materiale recuperato dovrebbe invece essere costituito da queste e sarebbe già stata scoperta un'area di dispersione. Al contrario, le aree di dispersione australoasiatica e della Costa d'Avorio sono state espanse nel corso dei decenni con il ritrovamento di nuove tectiti nei sedimenti marini, e ora convergono verso l'Antartide.
Secondo i ricercatori, le alte concentrazioni del nucleoide 10Be nelle tectiti provenienti dell'area di dispersione australoasiatica, che è relativamente giovane, sono indice di un'origine terrestre. Il 10Be è prodotto dai raggi cosmici nell'atmosfera, dove esso è dilavato dalla pioggia e successivamente viene incorporato in recenti strati sedimentari. Dato che il 10Be ha un tempo di dimezzamento di circa 1,5 milioni di anni, la sua concentrazione in antichi sedimenti e altri tipi di rocce sembra successivamente inferiore. 10Be è stato trovato in meteoriti e rocce lunari in una concentrazione inferiore rispetto a quella presente nei recenti strati sedimentari in quanto i raggi cosmici interagiscono con queste rocce producendone quantità inferiori. Molti fanno riferimento a questi fenomeni come alla prova schiacciante per la teoria dell'impatto non terrestre, in quanto viene così dimostrato che il materiale costituente le tectiti è per lo più di origine terrestre (mischiato con piccole tracce di materiale extraterrestre derivante dal corpo impattante).

### Libri
- J. Baier: Die Auswurfprodukte des Ries-Impakts, Deutschland in Documenta Naturae, Vol. 162, München, 2007. ISBN 978-3-86544-162-1 ISSN 0723-8428 (WC · ACNP)
- McCall, G.J.H. (2001) Tektites in the Geological Record, The Geological Society London, ISBN 1-86239-085-1
- O'Keefe, J.A., ed. (1963) Tektites, University of Chicago Press
- O'Keefe, J.A. (1976) Tektites and Their Origin, Elsevier, ISBN 0-444-41350-2
- Povenmire, Hal (1997) Tektites, a Cosmic Paradox

### Articoli
- Cameron, W. S. & Lowrey, B.E. (1975) Tektites: Volcanic ejecta from the Moon. The Moon, 31–360.
- Chapman, Dean R. (1971) Australasian tektite geographic pattern, crater and ray of origin, and theory of tektite events. Journal of Geophysical Research, Vol. 76, No. 26, 6309–6338.
- Chao, E.C.T. (1993) Comparison of the Cretaceous-Tertiary boundary impact events and the 0.77-ma Australasian tektite event... U.S.G.S. Survey Bulletin 2050, G.P.O.
- Faul H.(1966) Tektites are terrestrial. Science, Vol. 152, 1341–1345.
- Futrell, D. (February & March 1999) The lunar origin of tektites. Rock & Gem.
- Futrell, D. & Varricchio, L. (2002) An argument against the terrestrial origin of tektites. Meteorite, Vol. 8, No. 4, pp. 34–35.
- Glass, B. P. (1986) Lunar sample 14425: Not a lunar tektite, Geochimica et Cosmochimica Acta 50, 111–113.
- Koeberl C.(1990) The geochemistry of tektites: An overview. Tectonophysics Vol. 171, 405–422.
- Mason, B. & Melson, W.G. (1970) The lunar rocks. Wiley Interscience, 113–115.
- NASA Ames Research Center (Sept. 22, 1969) NASA fact sheet Tektites, tons of the Moon already on Earth.
- O'Keefe, J.A. (June 5, 1970) Tektite glass in Apollo 12 sample. Science, Vol 168, 1209–1210.
- O'Keefe, J.A. (Feb. 26, 1985) The coming revolution in planetology. Eos, Vol. 66, No. 9, pp. 89–90.
- O'Keefe, J.A. (1993)The origin of tektites.Meteoritics, Vol. 29, No. 1, pp. 73–78.
- (EN) Water in tektitic and impactitic glasses (PDF) [collegamento interrotto], su info.geol.msu.ru.